# Людовік I (король Сицилії)
Людовік I Дитина (*Ludovico il Fanciullo, 4 лютого 1338 —16 жовтня 1355) — король Тринакрії (Сицилії) у 1342—1355 роках.

## Життєпис
Походив з Барселонської династії. Син Педро II, короля Сицилії, та Елізабети Карінтійської. Народився у м. Катанія у 1338 році. В день народження його було оголошено спадкоємцем трону. У 5 років втратив батька, був оголошений королем. Втім фактичну владу здійснювали регенти.
Владу як регент перебрав стрийко Хуан, герцог Рандаццо. Останній керував коронацією малолітнього короля, що відбулася в Палермо 15 вересня 1342 року. Після цього Людовік I мешкав у Катаньї до березня 1343 року. У 1344 році планувався  шлюб з донькою Педро IV, короля Арагону. У 1346 році відбулися нові перемовини щодо шлюбу з Людовиком I, королем Угорщини. Але усі ці плани завершилися нічим.
У 1347 році герцог Рандаццо від імені короля уклав мирний договір (угода в Катаньї) з Неаполітанським королівством, яким було підтверджено самостійність королівства Тринакрія. При цьому папа римський Климент VI повинен був щорічно отримувати 3 тис. унцій золота. Проте цю угоду не затвердили кортеси в Палермо.
Після смерті у 1348 році Хуана Рандаццо новим регентом стає великий юстиціарій Бласко II де Алагона. Того ж року Людовік I разом з почтом перебирається до Мессіні. Тут він передав двоюрідному брату Фредеріко герцогства Афінське і Неопатрія. Того ж року розпочався тривалий розградіяж серед сицилійської знаті. Початком цього було повернення з пізанського заслання Маттео Паліцці. Останній очолив партію місцевих аристократичних родин К'ярамонте, Паліцці, Вентімілья, делі Уберті проти каталонської партії з числа родин Перальта, Алагона і Монкада. Зрештою протистояння перетворилося на війну між партіями.
Намагаючись зберегти вплив на короля регент Бласко II де Алагона відправив його до міста Таорміни, але Людовік I зупинився у замку Монте-альбан, звідси королева-мати вступила в союз з Маттео Паліцці, якого було призначено захисником короля.
У березні 1349 року молодий король перебрався до Лентіні, де ховався від бойових дій між сицилійцями і каталонцями. В цей час померла Елізабета Карінтійська, регентшею стала старша сестра короля Констанція.
Скориставшись розгардіяшем місто Катанья захопив Робер I, король Неаполя. Спроби сицилійських королівських військ відвоювати місто виявилися невдалими. У 1350 році в Мессіні за присутності Людовіка I було укладено перемир'я між сицилійцями і каталонцями.
У 1352 році під впливом Маттео Паліцці король розпочав перемовини з магістратом Катаньї, проти чого виступив Бласко II де Алагона, який зберігав посаду регента. Втім у серпні того ж року король і містяни уклали угоду.
У 1353 році Людовік I вирішив спиратися на сицилійський рід К'ярамонте. При його підтримці намагався придушити повстання в Кастрореаль, але не досяг успіху. Того ж року роди Россо і К'ярамонте захопили Мессіні, вбивши Маттео Паліцці, королю що був там, вдалося втекти. Людовік I рушив до Урсіно, де з'яднався з Бласко II. Король оголосив рід К'ярамонте зрадниками, але дії королівських військ проти заколотників виявилися невдалими. Своїм наказом від 10 листопада надав посаду королівського вікарія сестрі Констанції. Зрештою король контролював лише невеличку територію навколо Катаньї.
Скориставшись цим протистоянням у 1354 році до Сицилії вдерлися неаполітанські війська на чолі з Нікколо Ач'яйолі. При підтримці роду К'яромонті було захоплено Палермо й значну частину Сицилії. Зрештою під контролем Людовіка I опинилася територія від Мессіні до Катаньї. В цих обставинах відправив посольство до нового неаполітанського короля Людовіка I. В результаті останній відмовився надати допомогу своїм військам на Сицилії. Водночас сицилійський король відправ посольство до Педро IV Арагонського по допомогу.
При цьому Людовік I відновив статус родини Вентімілья, які відмовилися у подальшій підтримці родини К'ярамонте. За цих обставин сицилійський король перейшов у наступ, зумівши протягом 1354—1355 років відвоювати міста П'яцца-Армерина, Трапані, Каммарата, Калатафімі, Юліана, область Валь-ді-Мазара. Втім спроби зайняти місто Кастроново і Лентіні виявилася невдалою. Ситуацію погіршила епідемія бубонної чуми. Тому король перебрався до Мессіні.
Наступним кроком була спроба відновити контроль над Палермо, але штурм з суходолу і моря не вдався. Людовік I вирішив повернутися до Катаньї, але в цей час захворів на чуму і помер у замку Акі 16 жовтня 1355 року. Поховано в кафедральному соборі Катаньї. Владу успадкував його брат Фредерік.

## Родина
Бастарди:
- Антоніо (1350/1355-д/н)
- Людовик (1350/1355-д/н), барон Тріпі